# Sandhi
Se conoce como sandhi (del sánscrito samdhi, 'unión, vínculo'), en lingüística los diferentes tipos de alteraciones fonosintácticas, determinadas por el contexto fonológico, que sufren los fonemas en medio de la palabra o dentro de la frase al entrar en contacto con otros sonidos.
Por ejemplo en español, la lenición (fricatización) de /b/, /d/ y /g/ intervocálicas —o iniciales, salvo cuando la palabra precedente termina en /n/— son fenómenos de sandhi, o la común alteración de fonemas y demás letras (contando elisiones) del andaluz. En otras lenguas romances como el sardo, también están afectadas las oclusivas sordas iniciales: tempus [ˈtempuzu] 'tiempo', pero su tempus [suˈðempuzu] 'el tiempo'.
Un fenómeno similar es el llamado raddoppiamento del italiano, consistente en la pronunciación geminada (o alargada) de la consonante inicial después de ciertas palabras: p. ej., vero [ˈvero] 'verdad(ero)', pero è vero [ɛˈvvːero] 'es verdad'. En este caso se trata, en realidad, de la conservación de la consonante final del verbo latino (EST) mediante una asimilación que produce el alargamiento de la consonante inicial.
Los fenómenos de sandhi han producido la lenición, hoy gramaticalizada, en las lenguas célticas insulares, mediante la desaparición de las vocales finales de la declinación, pero fricatizando o palatalizando las consonantes iniciales o finales (p. ej., el irlandés an capall bán 'el caballo blanco' y an chapaill bháin 'del caballo blanco'), y también están presentes en otras como el sánscrito del que tuvo su nombre.